# Alpenkorps

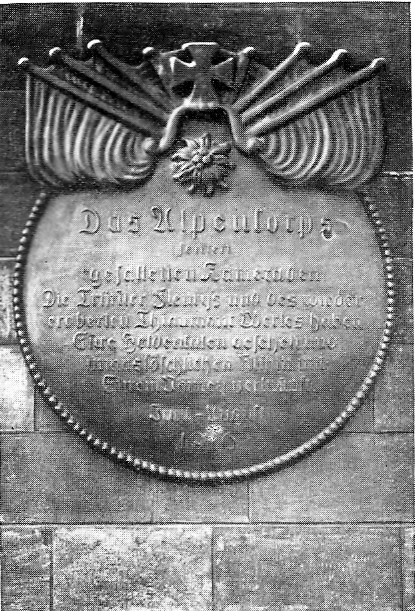
Placa en un monumento erigido en Azannes agosto 1916

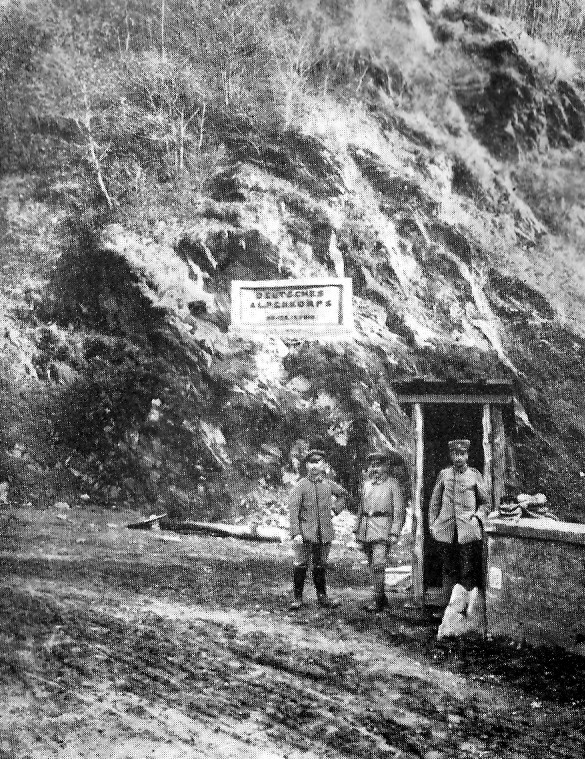
En el puerto de montaña Col Turnu Rosu en Rumania.

El Alpenkorps (Cuerpo alpino) fue una división del ejército alemán. Fue fundada el 19 de mayo de 1915 y su primer comandante fue el General Konrad Krafft von Dellmensingen, un experto en campañas en la montaña.

## Orígenes
Durante la Primera Guerra Mundial y posterior a la ruptura de relaciones diplomáticas en el año de 1915 entre Austria e Italia, el Alto Mando alemán decidió crear un comando de montaña para apoyar a los austriacos en la defensa de su frontera meridional. Esta división fue llamada "Deutsches Alpenkorps" con base en Lech en la región de Baviera.

## Participación en la Primera Guerra Mundial
Inmediatamente la división fue enviada a patrullar la zona fronteriza de Austria con Italia en la zona de Tirol. El comandante austrohúngaro asignado a Tirol, el General de Caballería Viktor Dankl, intentó que el "Alpenkorps" fuera desplegado en la zona de Bruneck -Brixen - Bozen- Auer para luchar contra Italia en virtud de su gran movilidad. Sin embargo, las órdenes del alto mando alemán estipulaban que el Alpenkorps debería permanecer en terreno austriaco debido a que en esos momentos Alemania e Italia no se encontraban en conflicto
Después de un tiempo de adaptación y entrenamiento en esquíes,  la división pasaría los siguientes cinco meses apoyando al Mariscal Ludwig Goiginger.
Posteriormente a su campaña en Tirol, fue destinado al frente de Serbia para tomar parte en la campaña austriaca. Desde esta región el Alpenkorps alcanzó la frontera griega a finales del año, donde permaneció hasta marzo de 1916, cuando fue transferido al frente Occidental. 
En mayo de 1916 participó en la batalla de Verdún, en la que sufrió un gran número de bajas. Posteriormente se le envió al frente rumano en septiembre de 1916, donde se quedó hasta septiembre de 1917, cuando regresó de nuevo al frente italiano. 
A principios de 1918 volvió a ser destinado al frente occidental, donde fue visitado por el Rey Luis III de Baviera el 14 de mayo de 1918. Después de pasar el verano descansando y practicando, entró en acción en agosto como fuerza de reserva para defender zonas donde los Aliados avanzaban. En octubre de 1918 regresó de nuevo a los Balcanes,  ahora en la región de Macedonia, pero pronto fue obligado a retroceder junto con las fuerzas alemanas y austriacas por Serbia y Hungría.

## Organización
La división Alpenkorps consistía en:
1. 1ª Brigada Bávara de Cazadores
2. 2ª Brigada Bávara de Cazadores

- Datos: Q540485
- Multimedia: Deutsches Alpenkorps / Q540485